# Distrito electoral federal 3 de Tamaulipas

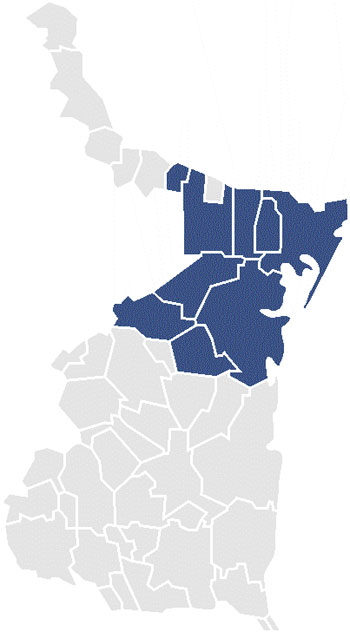
Mapa del distrito electoral federal 3 de Tamaulipas.

El III Distrito Electoral Federal de Tamaulipas es uno de los 300 Distritos Electorales en los que se encuentra dividido el territorio de México y uno de los 9 en los que se divide el estado de Tamaulipas. Su cabecera es Río Bravo.
Está formado por los municipios de Burgos, Cruillas, Gustavo Díaz Ordáz, la zona rural de Matamoros, Méndez, Reynosa, Río Bravo, San Fernando y Valle Hermoso.

## Diputados por el distrito
- XXXIII Legislatura
  - (1928 - 1930): Gustavo González
- XXXIV Legislatura
  - (1930 - 1932): Praxedis Balboa Gojón
- XXXV Legislatura
  - (1932 - 1934): Jesús Aguirre Siller
- XXXVI Legislatura
  - (1934 - 1937): Praxedis Balboa Gojón
- XXXVII Legislatura
  - (1937 - 1940): Ignacio Alcalá
- LV Legislatura
  - (1991 - 1992):  Tomás Yarrington
  - (1992 - 1994):  Serapio Cantú Barragán
- LVI Legislatura
  - (1994 - 1997): Homar Zamorano Ayala
- LVII Legislatura
  - (1997 - 2000):  Rosalinda Banda Gómez
- LVIII Legislatura
  - (2000 - 2003):  Librado Treviño Gutiérrez
- LIX Legislatura
  - (2003 - 2006):  Humberto Martínez de la Cruz
- LX Legislatura
  - (2006 - 2009):  Omeheira López Reyna
- LXI Legislatura
  - (2009 - 2012):  Edgardo Melhem Salinas
- LXII Legislatura
  - (2012 - 2015):  José Alejandro Llanas Alba
- LXIII Legislatura
  - (2015 - 2018):  Edgardo Melhem Salinas
- LXIV Legislatura
  - (2018 - 2021):  Héctor Joel Villegas González
- LXV Legislatura
  - (2021 - 2024):  Tomás Gloria Requena

## Elecciones de 2009
|  | Partido Acción Nacional                        |  | José Ramón Gómez Leal    |
|  | Partido Revolucionario Institucional           |  | Edgardo Melhem Salinas   |
|  | Partido de la Revolución Democrática           |  | Roberto Peña Puente      |
|  | Coalición Salvemos a México (PT, Convergencia) |  | Ramiro Barrón Barboza    |
|  | Partido Verde Ecologista de México             |  | Ariana Trejo Aguilar     |
|  | Partido Nueva Alianza                          |  | Yolanda Ruiz             |
|  | Partido Socialdemócrata                        |  | Luis Carlos Holt Montero |